# Conseil du commerce et Agence de promotion des investissements
Le Conseil du commerce et agence de promotion des investissements (en croate : Agencija za promicanje izvoza i ulaganja, en anglais : Trade and Investment Promotion Agency) est une agence du gouvernement de la Croatie dont l'objectif est d'offrir un service aux investisseurs pendant et après la mise en œuvre de leurs projets d'investissement en Croatie. 
L'agence est situé à Zagreb.